# Alan Lascelles
Sir Alan Frederick Lascelles, detto "Tommy" (Sutton Waldron, 11 aprile 1887 – Londra, 10 agosto 1981), è stato un ufficiale inglese. Fu segretario particolare di molti monarchi del regno unito, tra cui Edoardo VIII Giorgio VI e Elisabetta II.

## Biografia
Era il figlio del comandante Frederick Canning Lascelles Bau, e di sua moglie, Frederica Maria Liddell. Era il nipote di Henry Lascelles, IV conte di Harewood e un cugino di Henry Lascelles, VI conte di Harewood, che sposò Mary, principessa reale, sorella di Edoardo VIII e Giorgio VI.

### Carriera
Dopo aver concluso gli studi a Marlborough College e al Trinity College (Oxford), Lascelles servì in Francia con il Bedfordshire Yeomanry durante la prima guerra mondiale, dopo di che è diventato l'aiutante di campo di suo cognato Lord Lloyd, governatore di Bombay (1919–1920).
Rientrato in Inghilterra è stato nominato assistente segretario privato del Principe di Galles. Dal 1931 al 1935 è stato segretario del Governatore Generale del Canada. Divenne il vicesegretario privato di Giorgio V e poi di Giorgio VI nel 1936, e nel 1943 è salito a segretario privato di re Giorgio VI. Nel 1952 è diventato segretario privato della regina Elisabetta II, incarico che ha ricoperto fino al 1953.
È stato anche custode dei Royal Archives (1943–1953).

### Matrimonio
Sposò, il 16 marzo 1920, Joan Frances Vere Thesiger (1º agosto 1895–15 maggio 1971), figlia di Frederick Thesiger, I visconte Chelmsford. Ebbero tre figli:
- John Frederick Lascelles (11 giugno 1922 – 11 settembre 1951);
- Lavinia Joan Lascelles (27 giugno 1923 – 3 Novembre 2020), sposò in prime nozze Edward Westland Renton, ebbero due figli, e in seconde nozze Gavin Maxwell, non ebbero figli;
- Caroline Mary Lascelles (15 febbraio 1927), sposò in prime nozze Antony Lyttelton, II visconte Chandos, ebbero quattro figli, e in seconde nozze David Erskine, non ebbero figli.

## Ascendenza
|                                       |                                      |                                           | Genitori                                 |  |  | Nonni |  |  | Bisnonni                               |  |  | Trisnonni                             |  |
|                                       |                                      |                                           |                                          |  |  |       |  |  | Henry Lascelles, III conte di Harewood |  |  | Henry Lascelles, II conte di Harewood |  |
|                                       |                                      |                                           |                                          |  |  |       |  |  | Henry Lascelles, III conte di Harewood |  |  | Henry Lascelles, II conte di Harewood |  |
|                                       |                                      | Henrietta Sebright                        |                                          |  |  |       |  |  | Henry Lascelles, III conte di Harewood |  |  |                                       |  |
| Henry Lascelles, IV conte di Harewood |                                      |                                           |                                          |  |  |       |  |  | Henry Lascelles, III conte di Harewood |  |  |                                       |  |
|                                       |                                      | Louisa Thynne                             | Thomas Thynne, II marchese di Bath       |  |  |       |  |  |                                        |  |  |                                       |  |
|                                       |                                      | Louisa Thynne                             | Thomas Thynne, II marchese di Bath       |  |  |       |  |  |                                        |  |  |                                       |  |
|                                       |                                      | Louisa Thynne                             | Isabella Elizabeth Byng                  |  |  |       |  |  |                                        |  |  |                                       |  |
| Frederick Lascelles                   |                                      | Louisa Thynne                             |                                          |  |  |       |  |  |                                        |  |  |                                       |  |
|                                       |                                      | Ulick de Burgh, I marchese di Clanricarde | John de Burgh, XIII conte di Clanricarde |  |  |       |  |  |                                        |  |  |                                       |  |
|                                       |                                      | Ulick de Burgh, I marchese di Clanricarde | John de Burgh, XIII conte di Clanricarde |  |  |       |  |  |                                        |  |  |                                       |  |
|                                       |                                      | Ulick de Burgh, I marchese di Clanricarde | Elizabeth Burke                          |  |  |       |  |  |                                        |  |  |                                       |  |
| Elizabeth de Burgh                    |                                      | Ulick de Burgh, I marchese di Clanricarde |                                          |  |  |       |  |  |                                        |  |  |                                       |  |
|                                       |                                      | Harriet Canning                           | George Canning                           |  |  |       |  |  |                                        |  |  |                                       |  |
|                                       |                                      | Harriet Canning                           | George Canning                           |  |  |       |  |  |                                        |  |  |                                       |  |
|                                       |                                      | Harriet Canning                           | Joan Scott, I viscontessa Canning        |  |  |       |  |  |                                        |  |  |                                       |  |
| Alan Lascelles                        |                                      | Harriet Canning                           |                                          |  |  |       |  |  |                                        |  |  |                                       |  |
|                                       | Thomas Liddell, I barone Ravensworth | Henry George Liddell, V baronetto         |                                          |  |  |       |  |  |                                        |  |  |                                       |  |
|                                       | Thomas Liddell, I barone Ravensworth | Henry George Liddell, V baronetto         |                                          |  |  |       |  |  |                                        |  |  |                                       |  |
|                                       | Thomas Liddell, I barone Ravensworth | Elizabeth Steele                          |                                          |  |  |       |  |  |                                        |  |  |                                       |  |
| Adolphus Liddell                      | Thomas Liddell, I barone Ravensworth |                                           |                                          |  |  |       |  |  |                                        |  |  |                                       |  |
|                                       |                                      | Maria Susannah Simpson                    | John Simpson                             |  |  |       |  |  |                                        |  |  |                                       |  |
|                                       |                                      | Maria Susannah Simpson                    | John Simpson                             |  |  |       |  |  |                                        |  |  |                                       |  |
|                                       |                                      | Maria Susannah Simpson                    | Anne Lyon                                |  |  |       |  |  |                                        |  |  |                                       |  |
| Frederica Liddell                     |                                      | Maria Susannah Simpson                    |                                          |  |  |       |  |  |                                        |  |  |                                       |  |
|                                       |                                      | George Lane-Fox                           | James Fox-Lane                           |  |  |       |  |  |                                        |  |  |                                       |  |
|                                       |                                      | George Lane-Fox                           | James Fox-Lane                           |  |  |       |  |  |                                        |  |  |                                       |  |
|                                       |                                      | George Lane-Fox                           | Marcia Lucy Pitt                         |  |  |       |  |  |                                        |  |  |                                       |  |
| Frederica Lane-Fox                    |                                      | George Lane-Fox                           |                                          |  |  |       |  |  |                                        |  |  |                                       |  |
|                                       |                                      | Georgiana Henrietta Buckley               | Edward Pery Buckley                      |  |  |       |  |  |                                        |  |  |                                       |  |
|                                       |                                      | Georgiana Henrietta Buckley               | Edward Pery Buckley                      |  |  |       |  |  |                                        |  |  |                                       |  |
|                                       |                                      | Georgiana Henrietta Buckley               | Georgiana West                           |  |  |       |  |  |                                        |  |  |                                       |  |
|                                       |                                      | Georgiana Henrietta Buckley               |                                          |  |  |       |  |  |                                        |  |  |                                       |  |